# 仁川內洞聖公會聖堂
仁川內洞圣公会圣堂（韓語：인천내동성공회성당）是韩国仁川第一座聖公會教堂，建于1891年9月30日，属于大韩圣公会首尔教区。它位于仁川廣域市中區內洞，列为仁川广域市有形文化财产第51号。

## 历史
1890年9月29日，英国传教士来到韩国。1891年9月30日，内洞教堂竣工。 并在此设立乐善施医院。1902年，它一度用作俄罗斯领事馆，从 1904年到1956年，用作圣公会神学院。在朝鲜战争期间，原有教堂建筑被炮火摧毁， 1955年8月28日奠基重建，1956年6月23日献堂。

## 建筑
该建筑为石质结构，外墙和主体结构均用花岗岩砌筑，仅屋顶为木结构。 屋檐采用韩国传统建筑风格。

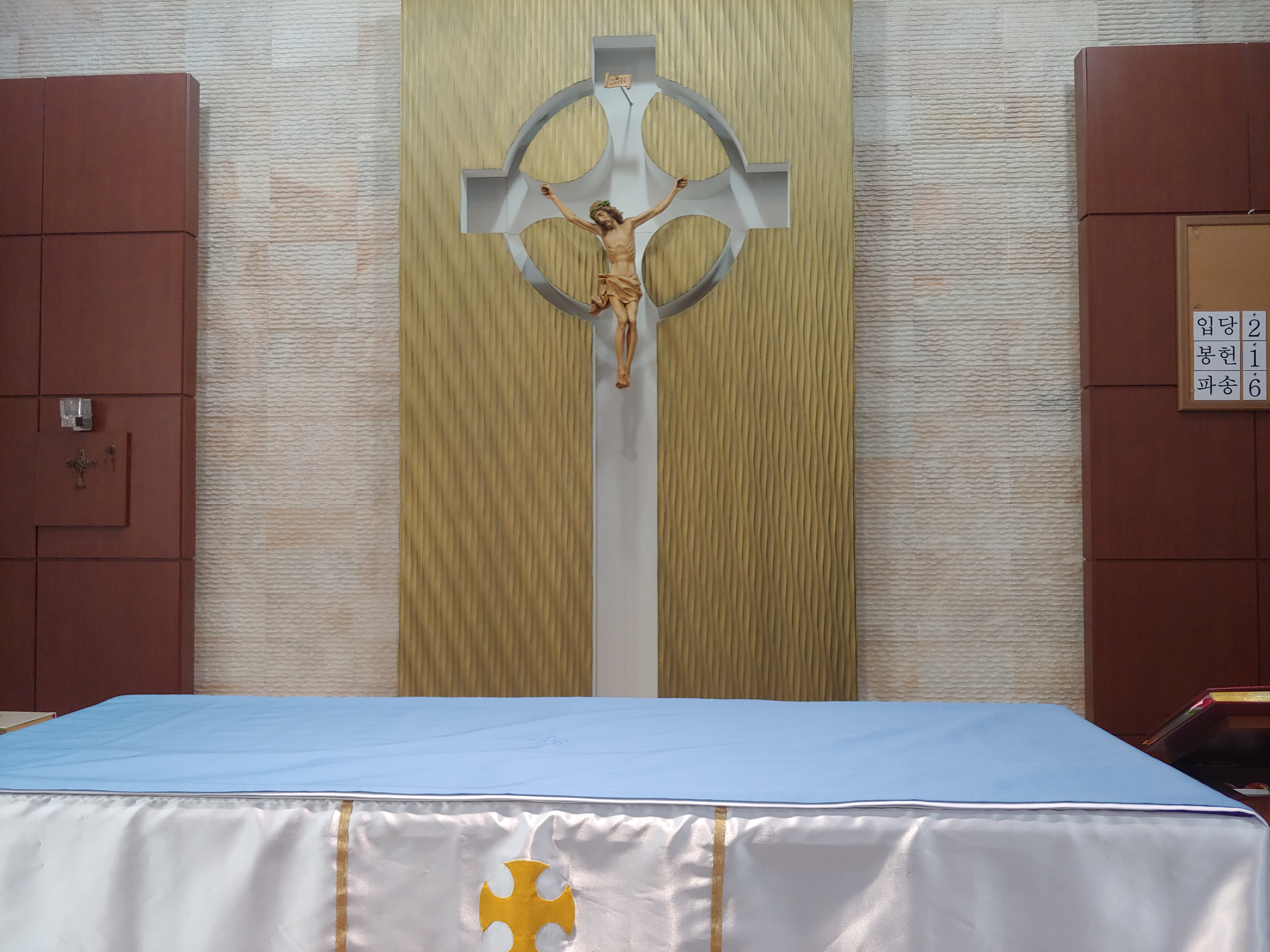
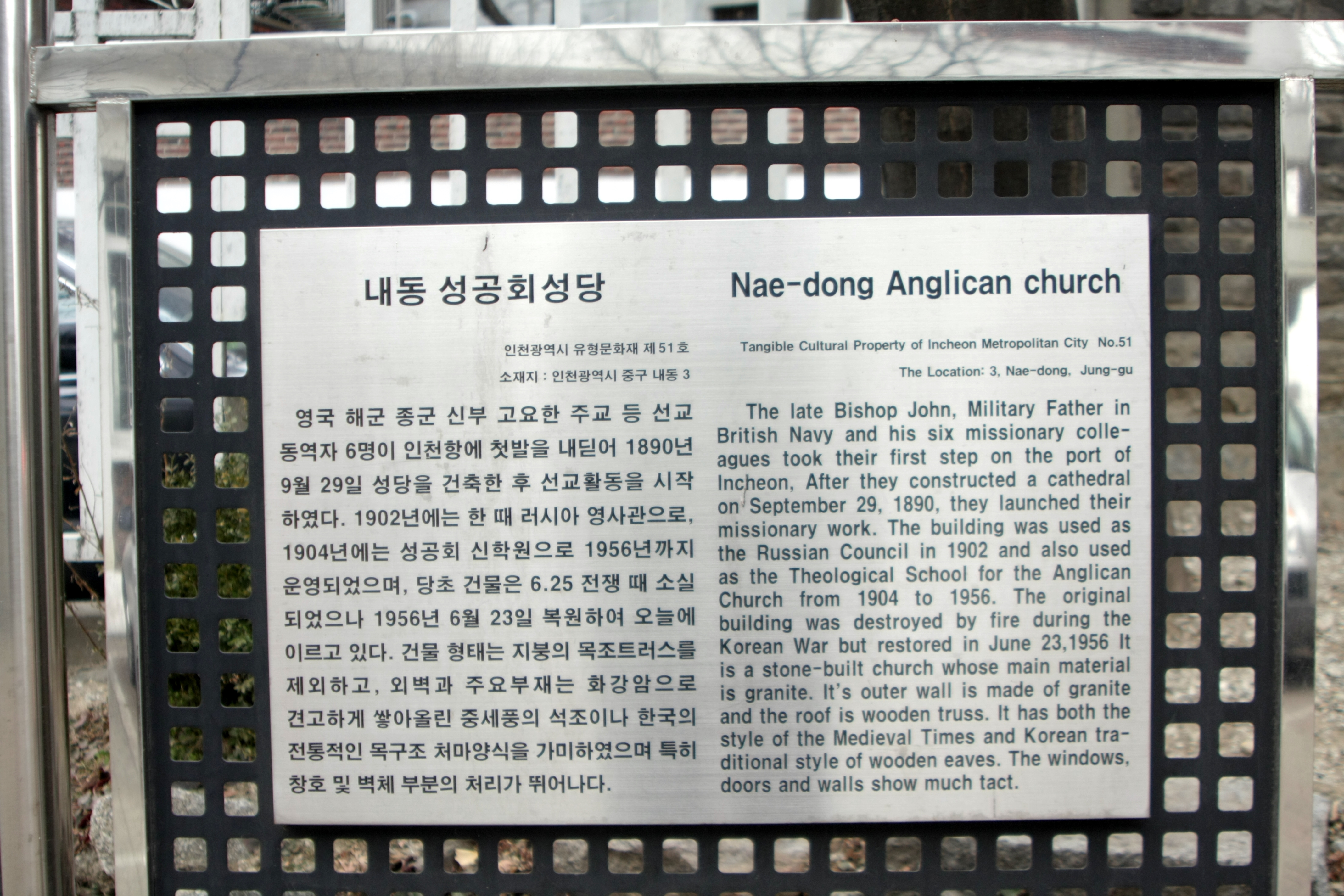
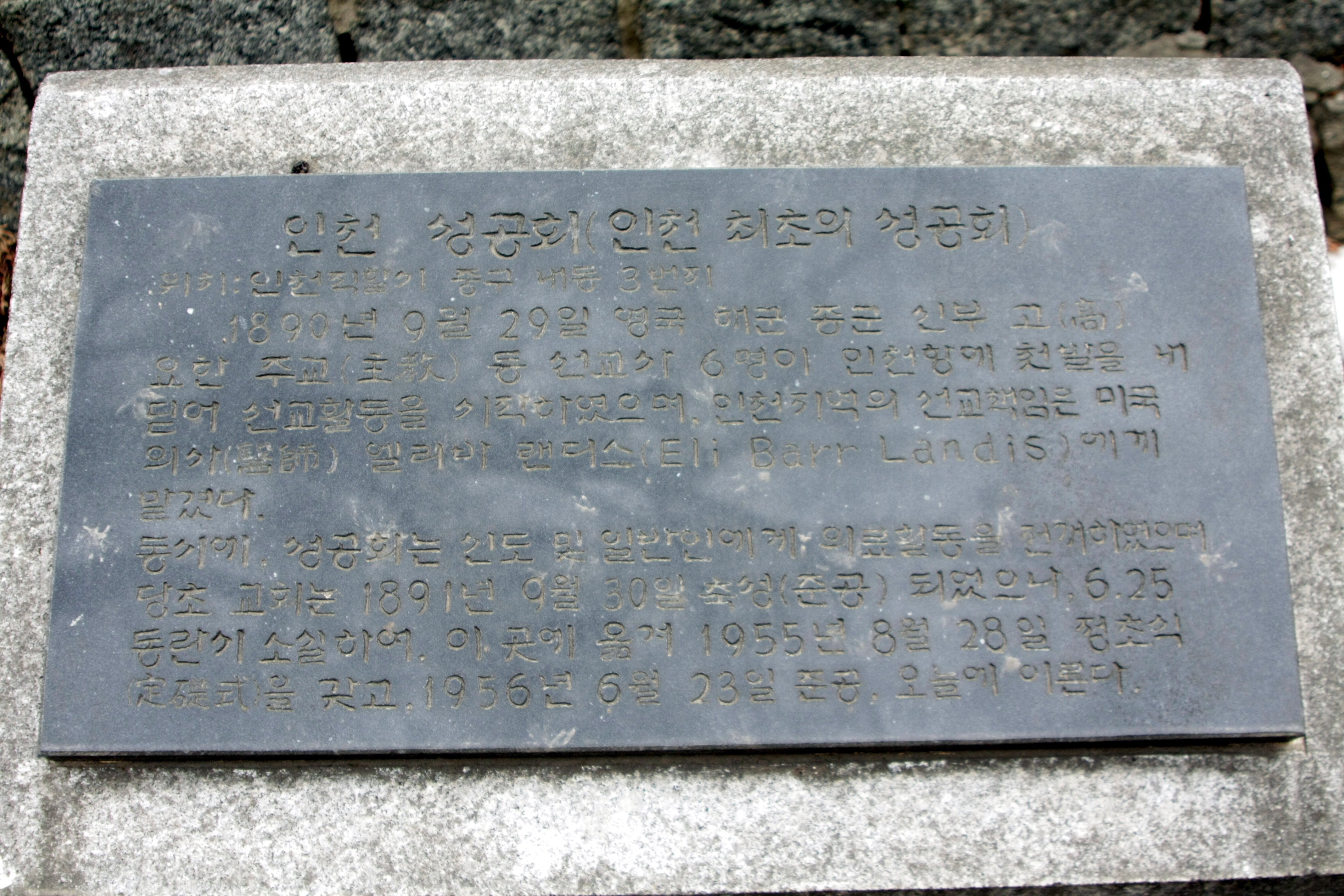
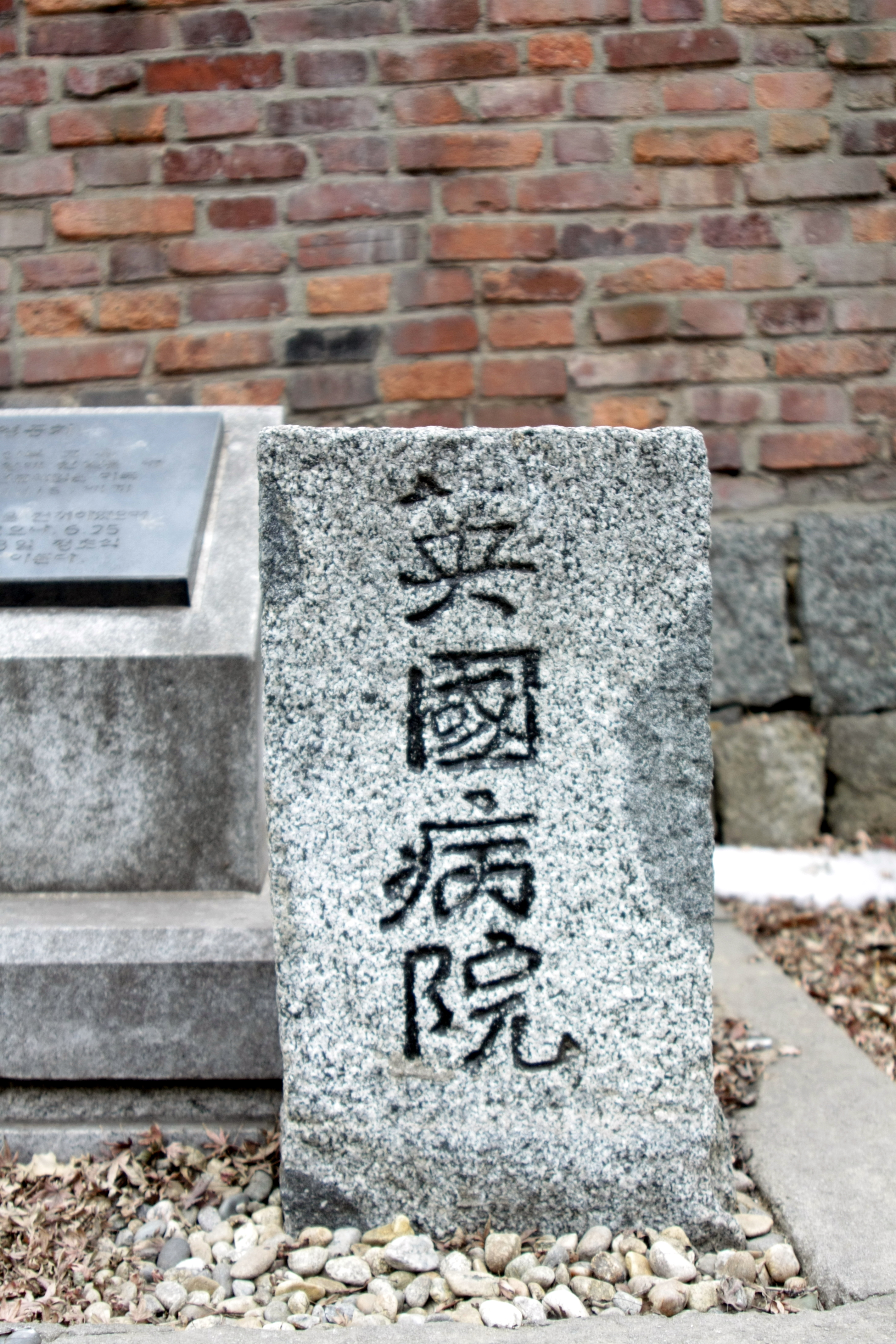
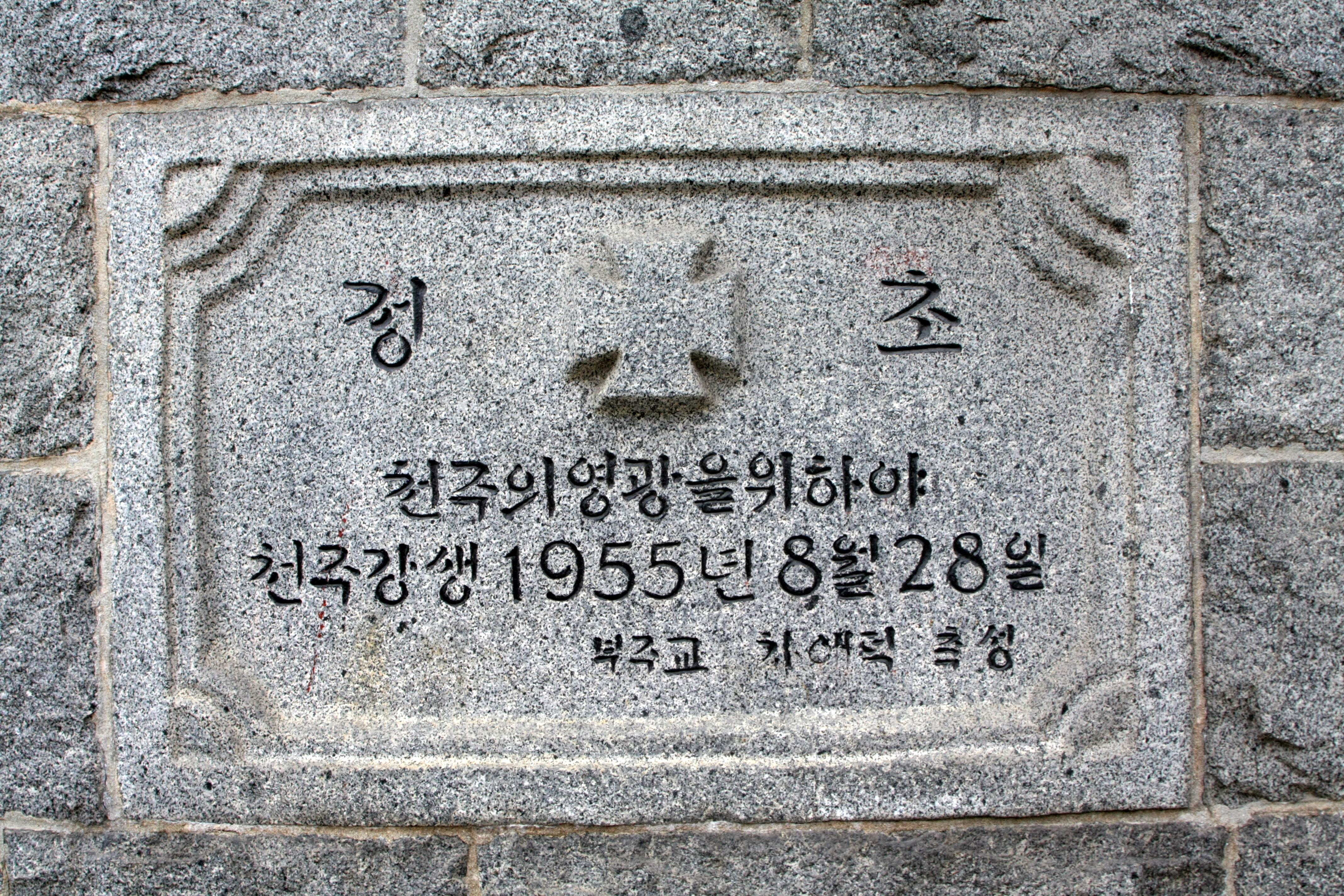
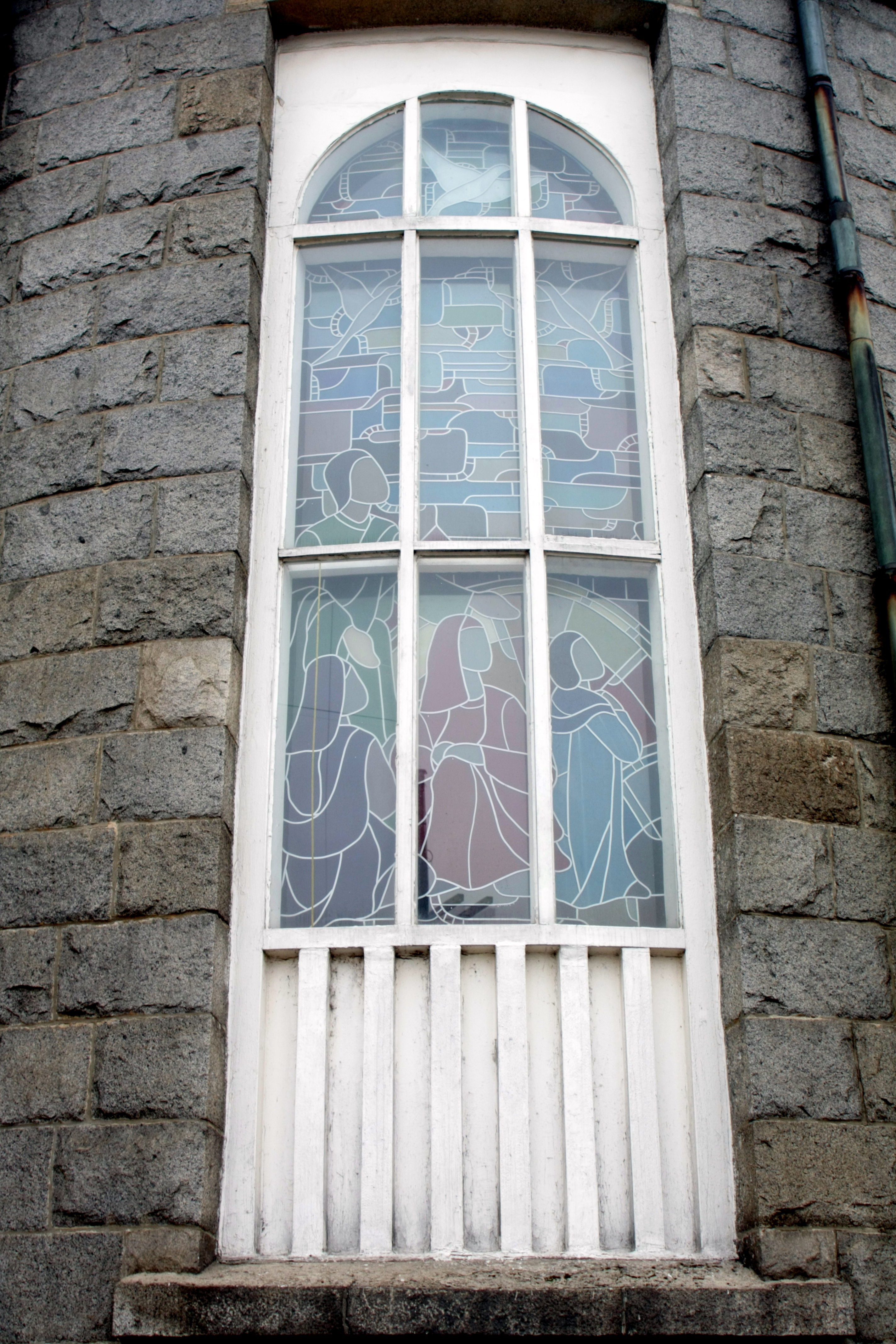
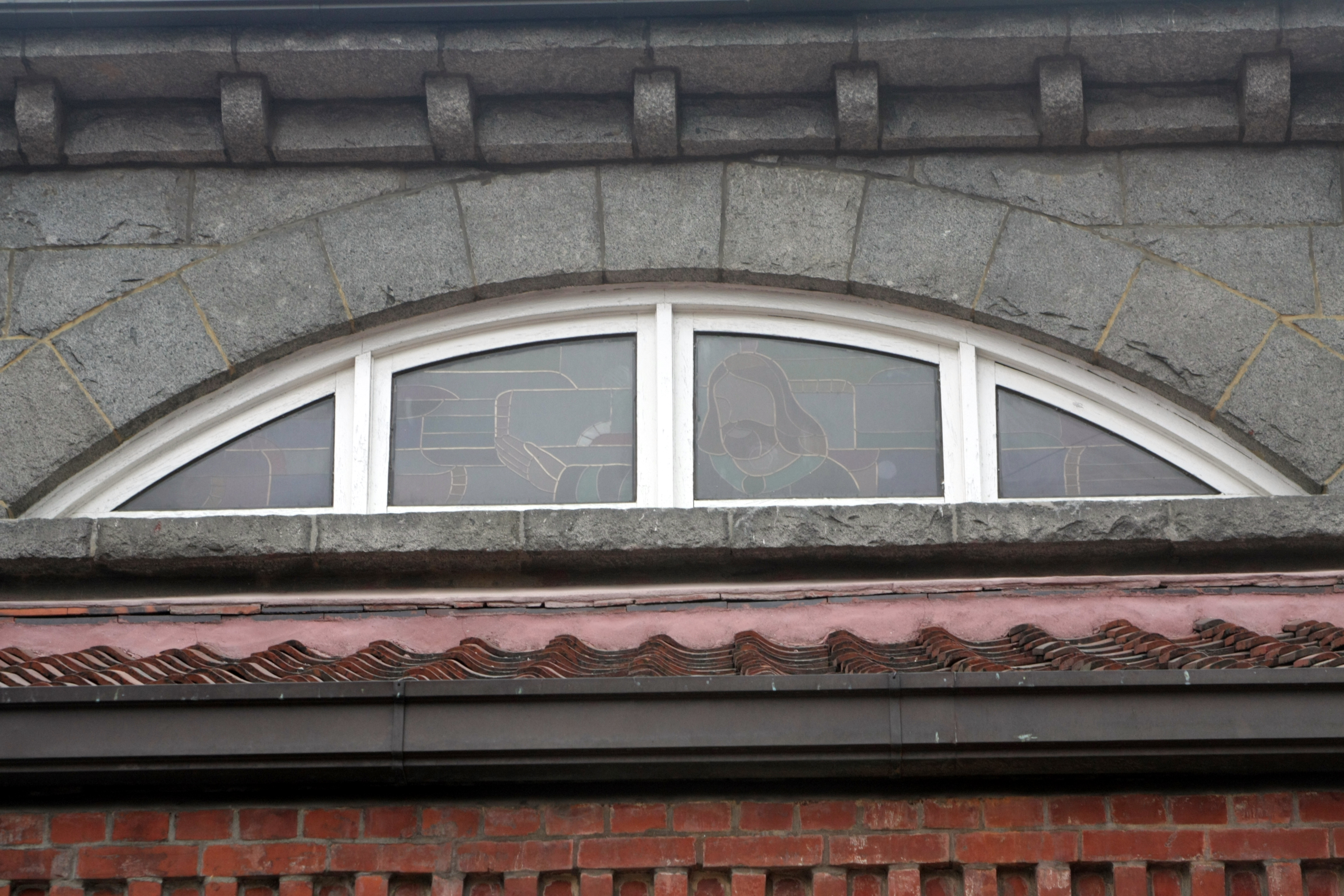
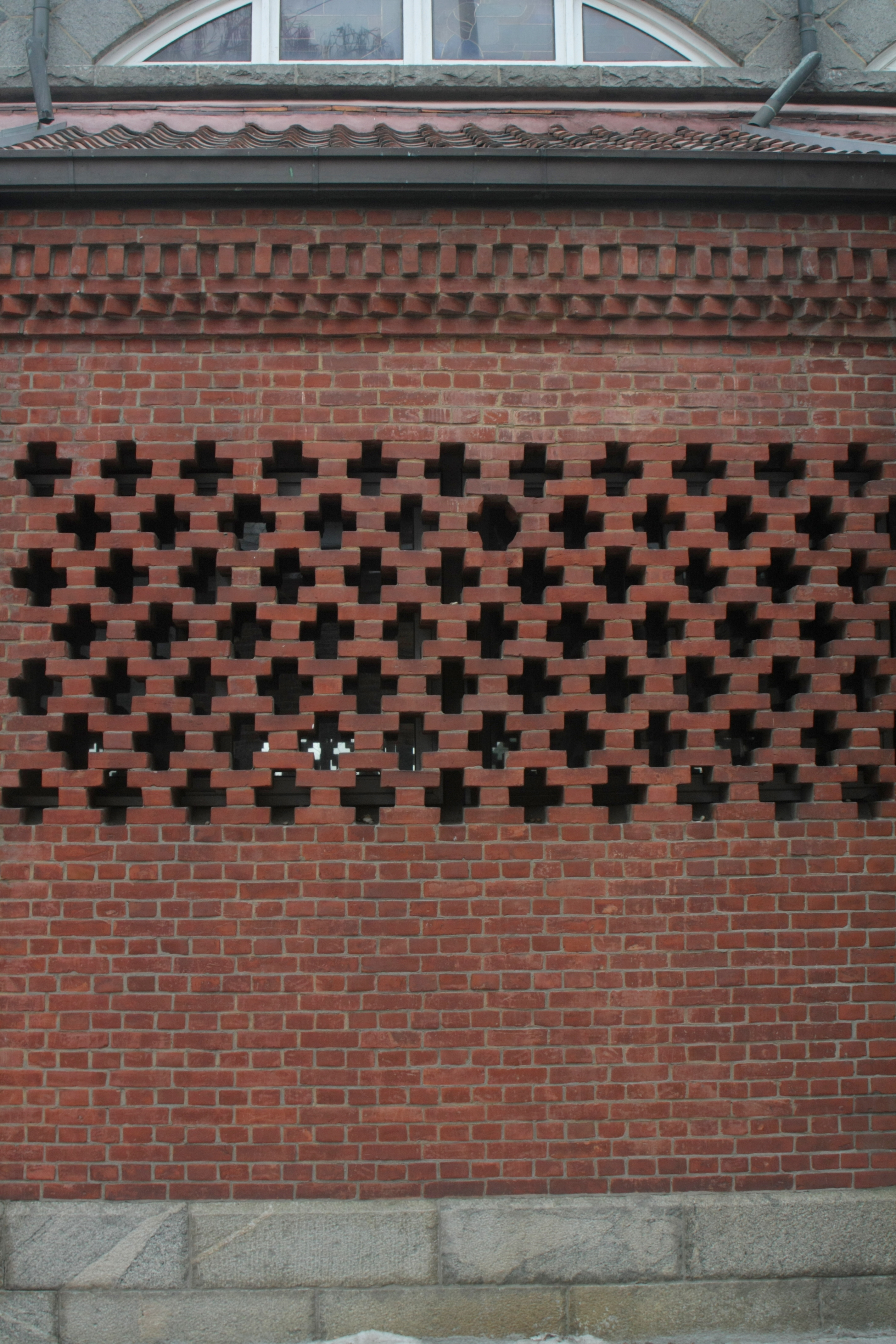
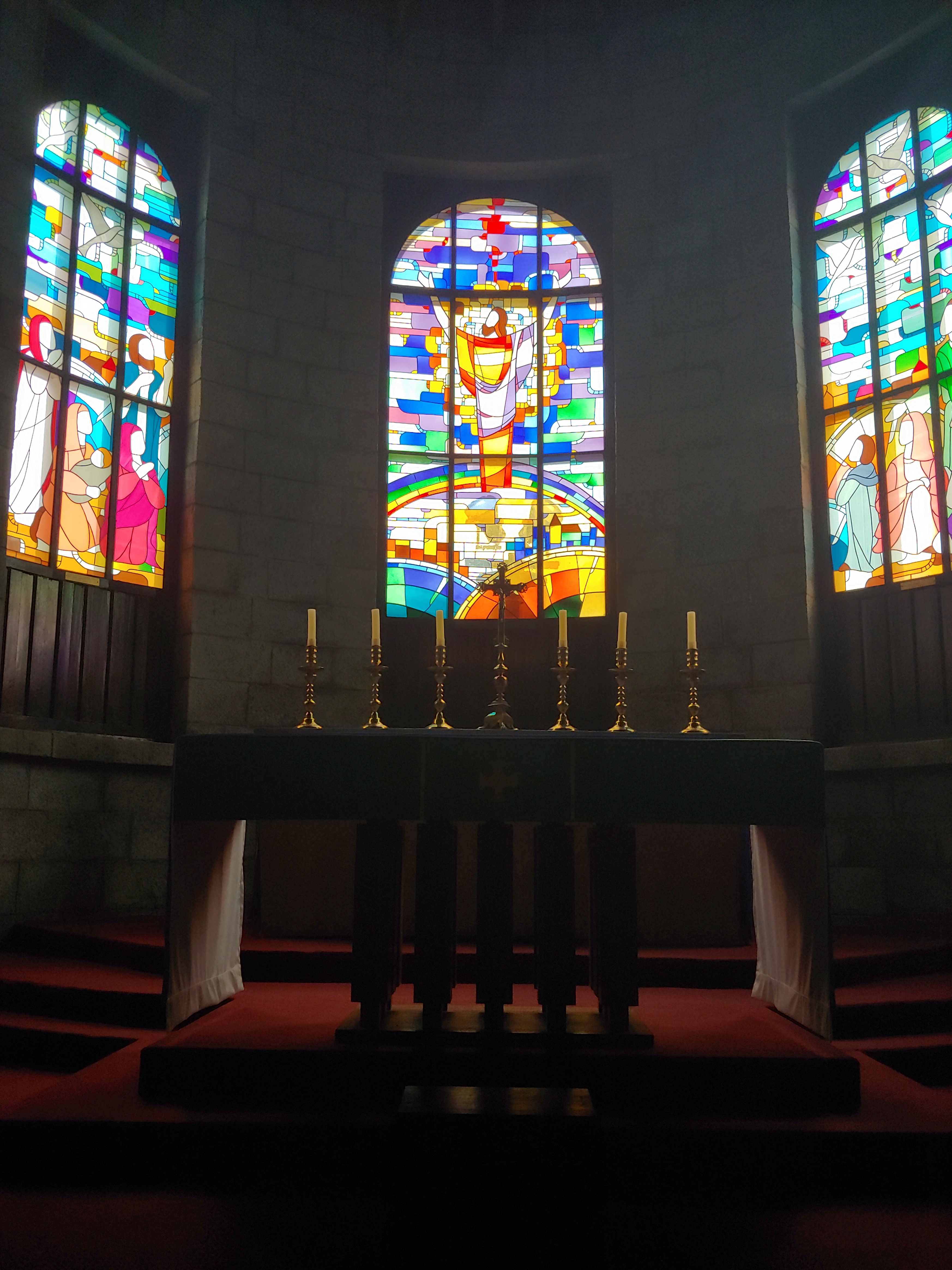
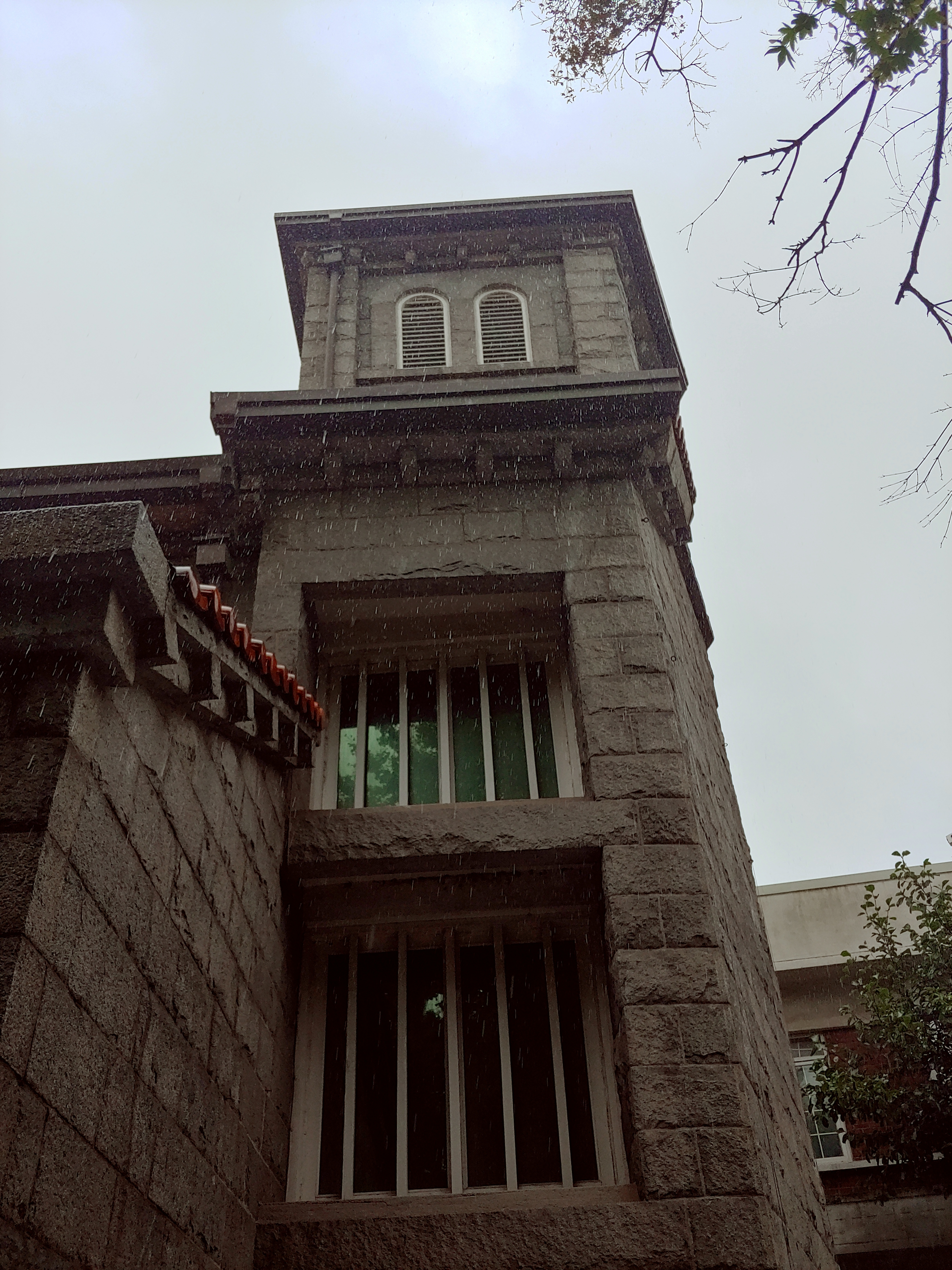
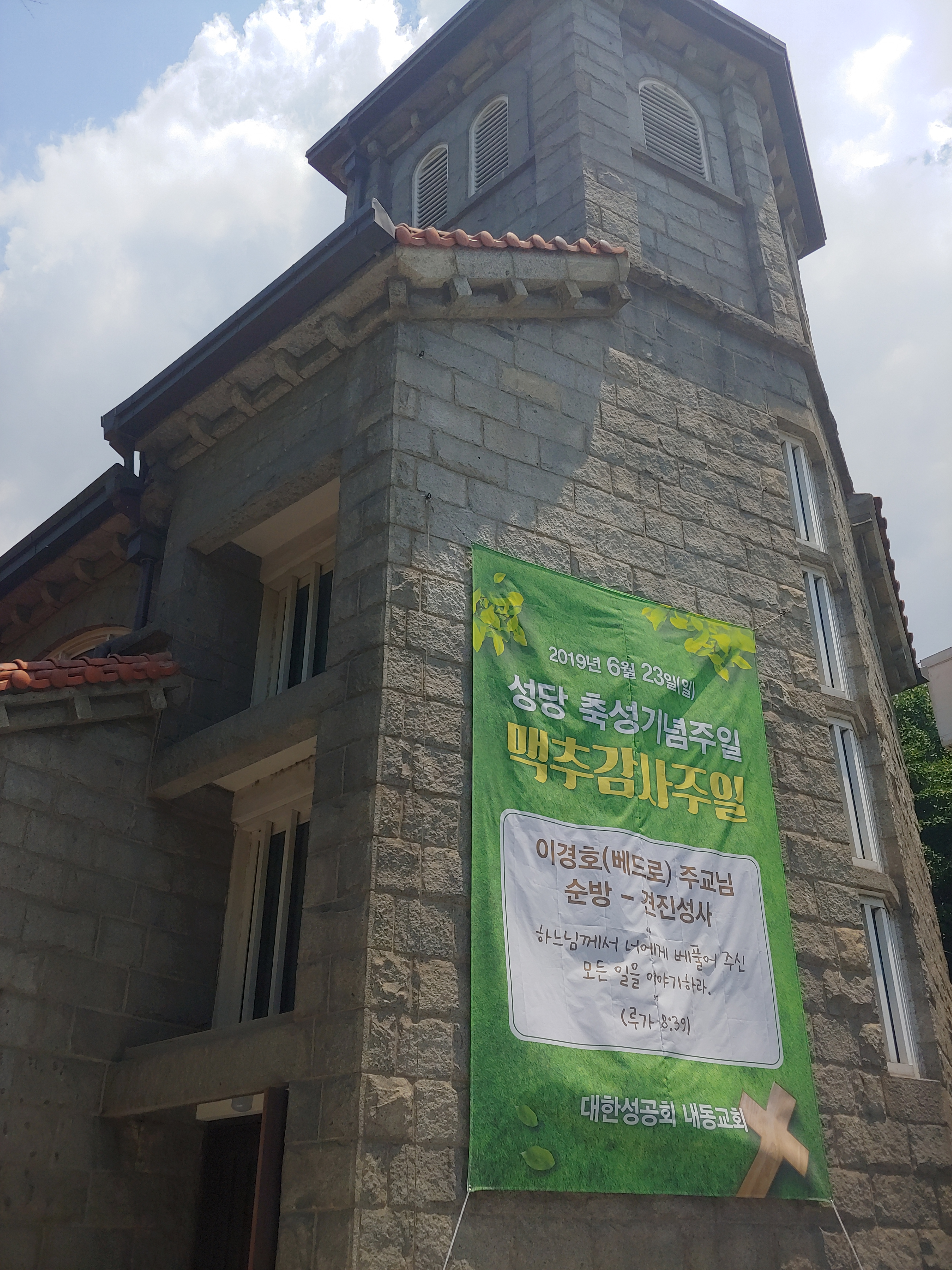
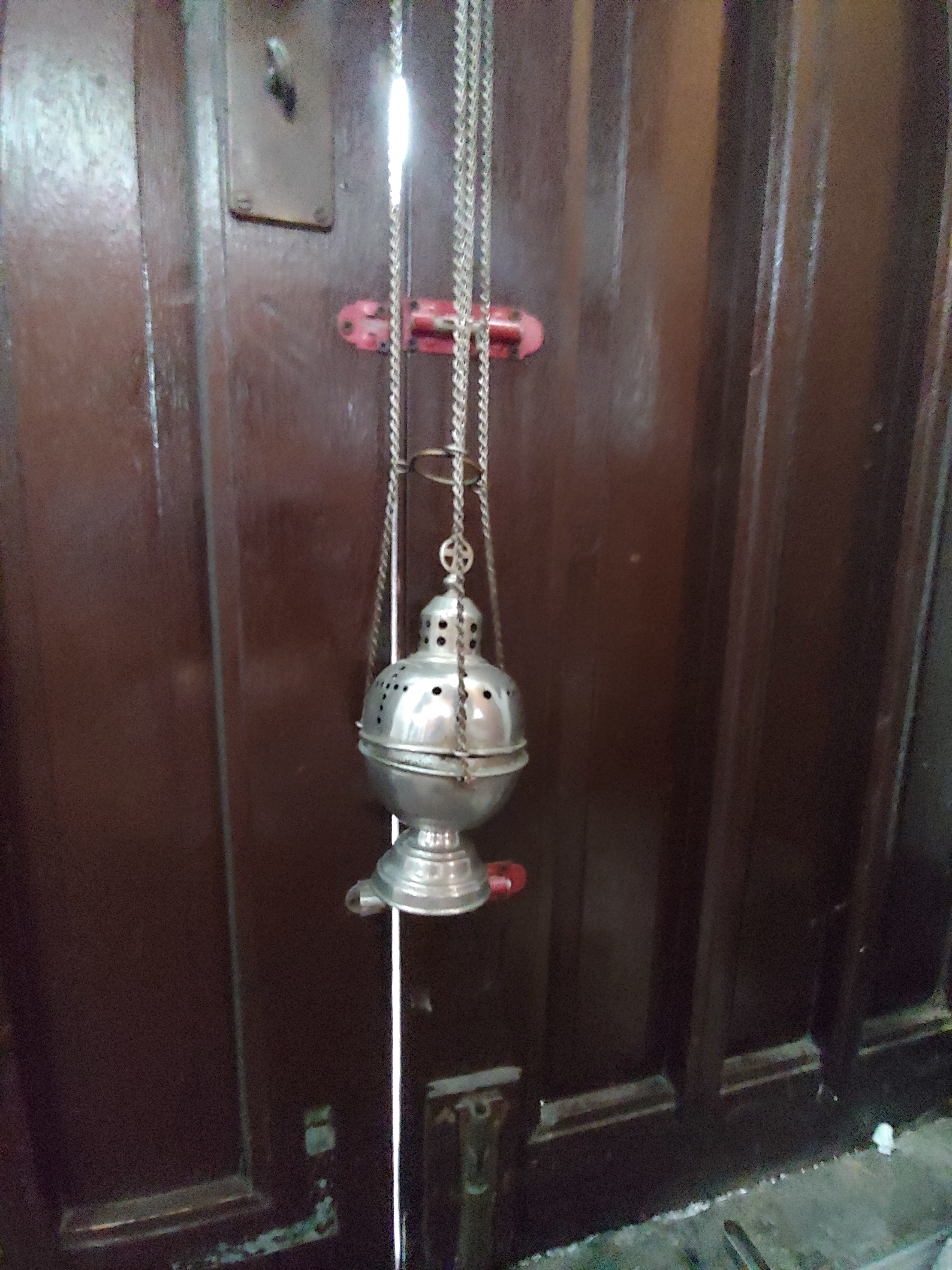